# Чугун
Чугу́н — сплав железа с углеродом (и другими элементами), в котором содержание углерода — не менее 2,14 % (точка предельной растворимости углерода в аустените на диаграмме состояний), тогда как сплавы с содержанием углерода менее 2,14 % называются сталью. Углерод придаёт сплавам железа твёрдость, снижая пластичность и вязкость. Углерод в чугуне может содержаться в виде цементита и графита. В зависимости от формы графита и количества цементита выделяют белый, серый, ковкий и высокопрочный чугуны. Чугуны содержат постоянные примеси (Si, Mn, S, P), а в некоторых случаях — также легирующие элементы (Cr, Ni, V, Al и другие). Как правило, чугун хрупок. Плотность — 7,200 г/см³.
Выплавляется чугун, как правило, в доменных печах. Температура плавления чугуна — от 1150 до 1500 °C, то есть примерно на 300 °C ниже, чем у чистого железа.

## Этимология
Русское слово «чугун» считается прямым заимствованием из тюркских языков: ČOƔ [чог] блеск, сияние; пламя, жар; крица → ČOƔÏN, ČOΔÏN [чогун, чодун] медь, чугун.
Заимствование тюркского термина напрямую связано с массовым производством железа, чугуна и стали в городах Волжской Булгарии, Болгаре и Джукетау в XIV—XV веках.
Происхождение тюркского термина иногда связывают с кит. трад. 鑄, пиньинь zhù, палл. чжу, буквально: «лить; отливать (металл)» и кит. трад. 工, пиньинь gōng, палл. гун, буквально: «дело». Однако при этом не указывается путь проникновения китайского термина в русский язык. Кроме того, не учитываются такие фонетические процессы в китайском языке, как сдвиг инициалей и сдвиг гласных. Иными словами, современное произношение китайский термин 鑄工 принял совсем недавно, не ранее XVII века.

## История
В начале I тысячелетия до н. э. технология выплавки чугуна в тиглях была освоена в Китае и прилегающих Дальневосточных территориях. Шихта состояла из кричного железа и древесного угля, плавка производилась в течение нескольких суток при температуре выше 1200 °С. Позднее китайскими металлургами была изобретена специальная печь для выплавки чугуна из железной руды или кричного железа, получившая название «китайская» вагранка. Печь по сути представляла собой сыродутный горн высотой около 1 м, оборудованный дутьевым ящиком, обеспечивавшим приток воздуха в печь. В V—III веках до н. э. в Китае было освоено производство сложных отливок из чугуна. Этот период принято считать началом художественного чугунного литья.
В начале I века в Китае появляются чугунные монеты, однако в широком применении вплоть до XIX века оставались бронзовые монеты. В XI веке был возведён чугунный шпиль пагоды Линсяо. XIV веком датируют находки чугунных котлов Золотой Орды (Тульская область), однако на территории Монголии (Каракорум) монголы умели изготовлять чугунные котлы ещё в XIII веке. В 1403 году в Китае (Пекин) был отлит чугунный колокол.
Появление чугуна в Европе относят к XIV веку, когда начались первые плавки в штюкофенах с получением жидкого чугуна. В России первый чугун был выплавлен в XVI веке. Наиболее активно первые домницы строились во 2-й половине XV века в Италии, Нидерландах и Бельгии. Немецкие металлурги длительное время продолжали плавить металл в блауофенах.
В XIV—XV веках в Европе, с XVI века — в России появились первые цельнолитые чугунные пушки и ядра. Первооткрывателями этой технологии (1543), как указывает Г. Б. Уитли, считаются мастера-литейщики Генриха VIII, француз Питер Боуд (Peter Baude) и англичанин Ральф Хог (Ralph Hogge), работавшие в литейной мастерской в деревне Бакстед.
В 1701 году Каменский чугунолитейный завод на Урале (Россия) производит первую партию чугуна (262 кг). На Урале чугунное литье превратилось в народный промысел. В XVIII веке в Англии появился первый чугунный мост. В России чугунный мост появился лишь в начале XIX века. Это стало возможным благодаря технологии Вилкинсона. В том же веке из чугуна начали изготавливать рельсы для вагонеток заводов и рудников. Такие рельсы были длиной около 1 м и часто лопались из-за хрупкости чугуна, поэтому были вытеснены железными после изобретения в 1820 году способа прокатывания рельсов из ковкого железа. Сравнительные испытания чугунных и железных рельсов, проведенные на первых в мире больших железных дорогах — Дарлингтонской и Ливерпульской, показали значительное превосходство железных рельсов над чугунными. Помимо промышленного использования чугун продолжал использоваться и в быту. В XVIII веке появились чугунки, которые широко стали использоваться в русской печи.
В начале XVIII века в Западной Европе обострилась проблема истощения лесов, использовавшихся для получения древесного угля. Начались поиски альтернативных видов топлива для доменных печей. Первые опыты по применению подготовленного каменного угля и торфа в доменной плавке производились в Англии и Германии ещё в первой половине XVII века. В начале XVIII века в Англии была освоена технология коксования каменного угля. В 1735 году в Англии впервые был выплавлен чугун с использованием только каменноугольного кокса. В дальнейшем коксовая металлургия распространилась по всему миру. К 1850 году 70 % всех существовавших в мире доменных печей работали на коксе, а к 1900 году — 95 %.
К концу XVIII века Россия занимала первое место по производству чугуна и выдавала 9908 тыс. пудов чугуна, в то время как Англия — 9516 тыс. пудов, дальше шли Франция, Швеция, США.
В начале XIX века был освоено производство ковкого чугуна. Во 2-й четверти XX века начали применять легирование чугуна.
В 1806 году Великобритания выплавляла 250 тыс. т чугуна, занимая первое место в мире по его производству, а к середине XIX века в Великобритании была сосредоточена половина мирового чугунного производства. Однако в 1890 году первое место по производству чугуна заняли США. Технология бессемеровского процесса (1856) и мартеновской печи (1864) впервые позволила получать сталь из чугуна. В XIX веке чугун широко используется для изготовления викторианских каминов, а также декоративных элементов (например, чугунная решетка памятника Александра II, 1890). Благодаря изготовлению малой скульптуры и ажурных изделий из чугуна широкую известность получили Кусинский и Каслинский заводы.
Развитие способов формовки для литья сложных художественных отливок на заводе в посёлке Касли привело к созданию способа изготовления стержневых форм, который применяют и в настоящее время, особенно в станкостроении. Также в XIX веке из чугуна изготавливались водопроводные и канализационные 12-дюймовые трубы Лондона.
Чугун используется в качестве растворителя углерода для производства термостойких монокристаллических синтетических алмазов.

## Классификация

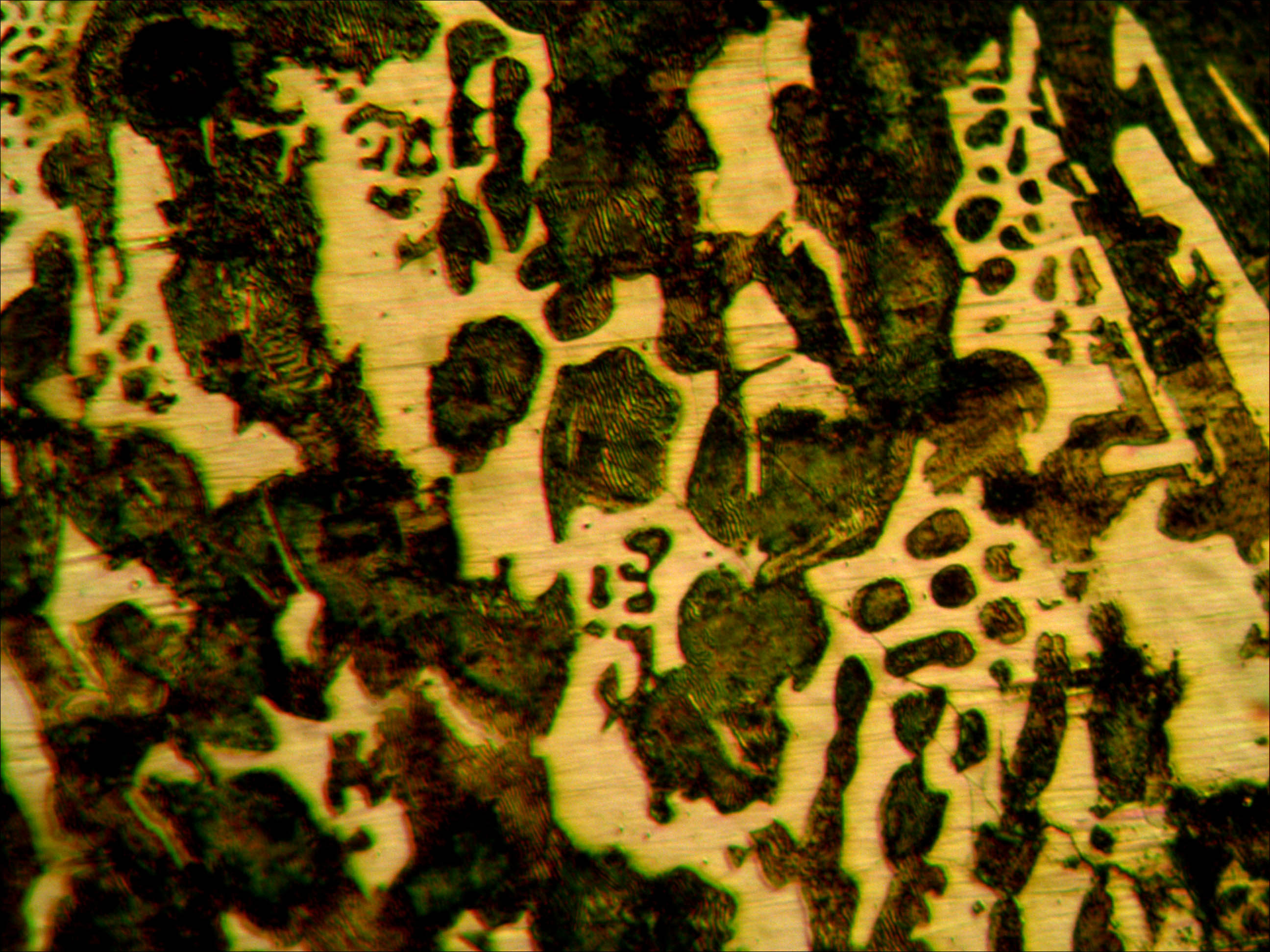
Микроструктура белого чугуна

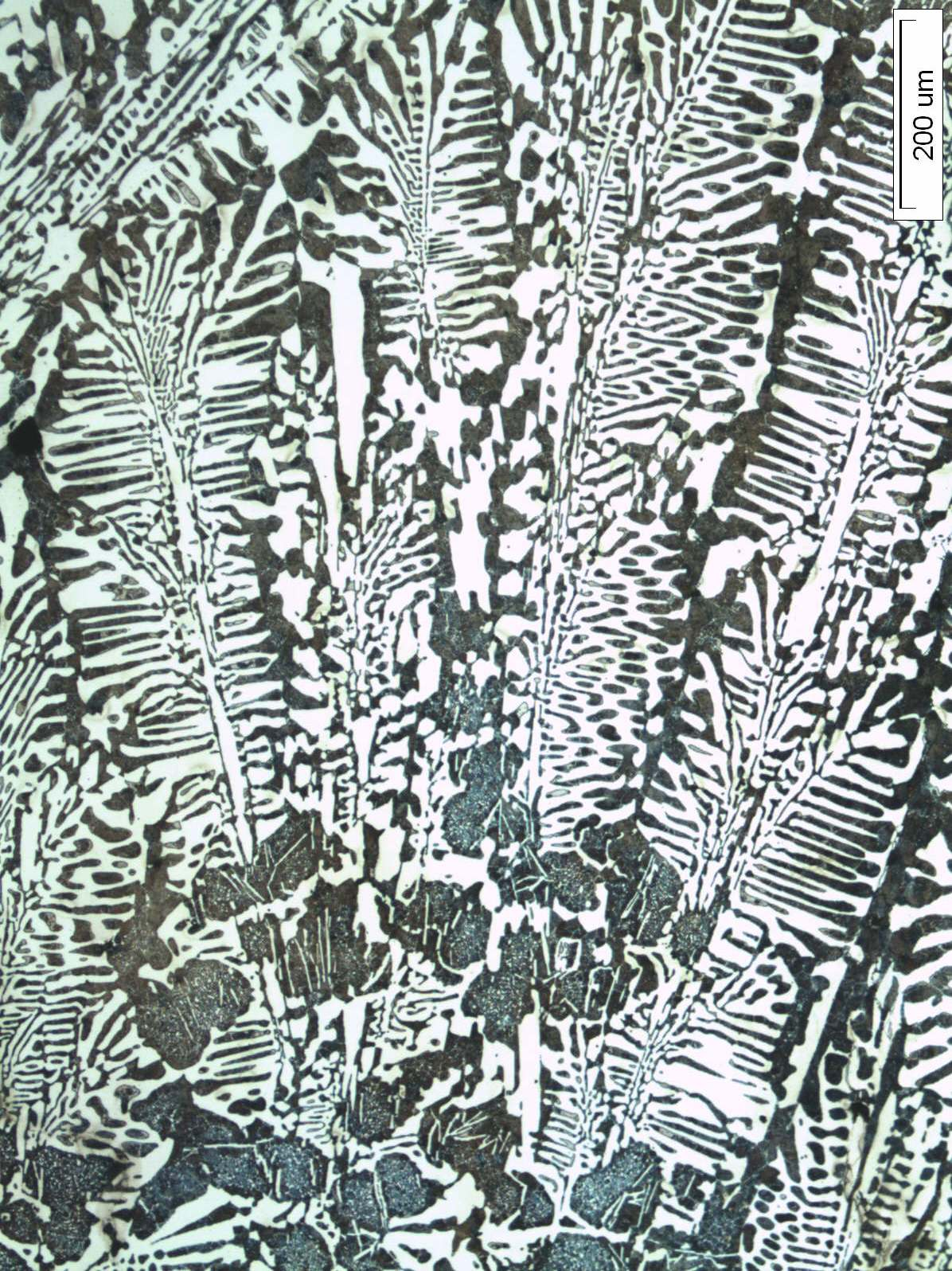
Микроструктура белого чугуна при 100-кратном увеличении

По цели использования получаемый чугун делится на
- передельный (используется для дальнейшего передела в сталь) и
- литейный (используется для дальнейшего изготовления отливок)[14].

В зависимости от содержания углерода чугуны делятся на:
- доэвтектические (2,14—4,3 % углерода);
- эвтектические (4,3 %);
- заэвтектические (4,3—6,67 %).

В зависимости от состояния и содержания углерода в чугуне, обусловливающего вид излома, различают
- белые (весь углерод находится в виде цементита, излом светлый, применяются в основном для изготовления ковких чугунов, которые получают путём отжига);
- серые (чугуны с содержанием кремния 1,2—3,5 % и примесей Mn, P, S, большая часть или весь углерод находится в виде графита пластинчатой формы, излом имеет серый цвет);
- половинчатые (отбелённые) чугуны[14][30].

В зависимости от формы графитовых включений выделяют чугуны:
- с пластинчатым графитом (как правило, не подвергается легированию[31]);
- с шаровидным графитом (высокопрочные);
- с вермикулярным графитом;
- с хлопьевидным графитом[14][32].

В зависимости от состава и структуры металлической основы выделяют
- перлитные;
- ферритные;
- перлитно-ферритные;
- аустенитные;
- бейнитные;
- мартенситные чугуны[14].

По назначению чугуны делятся на конструкционные и специальные.
По химическому составу чугуны делятся на легированные и нелегированные.

## Маркировка
В промышленности разновидности чугуна маркируются следующим образом:
- передельный чугун — П1, П2;
- передельный чугун для отливок (передельно-литейный) — ПЛ1, ПЛ2;
- передельный фосфористый чугун — ПФ1, ПФ2, ПФ3;
- передельный высококачественный чугун — ПВК1, ПВК2, ПВК3;
- чугун с пластинчатым графитом — СЧ (цифры после букв «СЧ», обозначают величину временного сопротивления разрыву в кгс/мм).

Антифрикционный чугун:
- антифрикционный серый — АЧС;
- антифрикционный высокопрочный — АЧВ;
- антифрикционный ковкий — АЧК;
- чугун с шаровидным графитом для отливок — ВЧ (цифры после букв «ВЧ» означают временное сопротивление разрыву в кгс/мм и относительное удлинение (%);
- жаропрочный и жаростойкий чугун — Ч[33].

Ковкий чугун маркируется двумя буквами и двумя числами, например КЧ 37-12. Буквы КЧ означают ковкий чугун, первое число — предел прочности на разрыв (в десятках мегапаскалей), второе число — относительное удлинение (в процентах), характеризующее пластичность чугуна.

## Объёмы производства

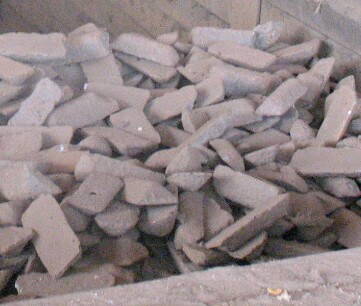
Передельный чугун, отлитый в виде чушек

В 1892 году Германия производила 4,9 млн т чугуна, против 6,8 в Англии, а в 1912 году уже 17,6 против 9,0.
Мировое производство чугуна в 2009 году составило 898,261 млн т, что на 3,2 % ниже, чем в 2008 году (927,123 млн т). Первая десятка стран-производителей чугуна выглядела следующим образом:
| Место в 2009 году | Страна      | Производство чугуна, млн т |
| ----------------- | ----------- | -------------------------- |
| 1                 | Китай       | 543,748                    |
| 2                 | Япония      | 66,943                     |
| 3                 | Россия      | 43,945                     |
| 4                 | Индия       | 29,646                     |
| 5                 | Южная Корея | 27,278                     |
| 6                 | Украина     | 25,676                     |
| 7                 | Бразилия    | 25,267                     |
| 8                 | Германия    | 20,154                     |
| 9                 | США         | 18,936                     |
| 10                | Франция     | 8,105                      |

За четыре месяца 2010 года мировой выпуск чугуна составил 346,15 млн т. Этот результат на 28,51 % больше по сравнению с аналогичным периодом 2009 года.
В 2024 году мировое производство чугуна составило 1,391 млрд т (снижение по сравнению с 2023 годом на 1,3 %), доменным способом — 1,26 млрд т , методом прямого восстановления – 125,57 млн т). Крупнейшие страны–производители чугуна в 2024 году: Китай – 851,74 млн т, Индия – 144,91 млн т, Япония м 61,03 млн т, РФ – 58,99 млн т, Южная Корея – 44,11 млн т.

## Галерея

Изделия из чугуна
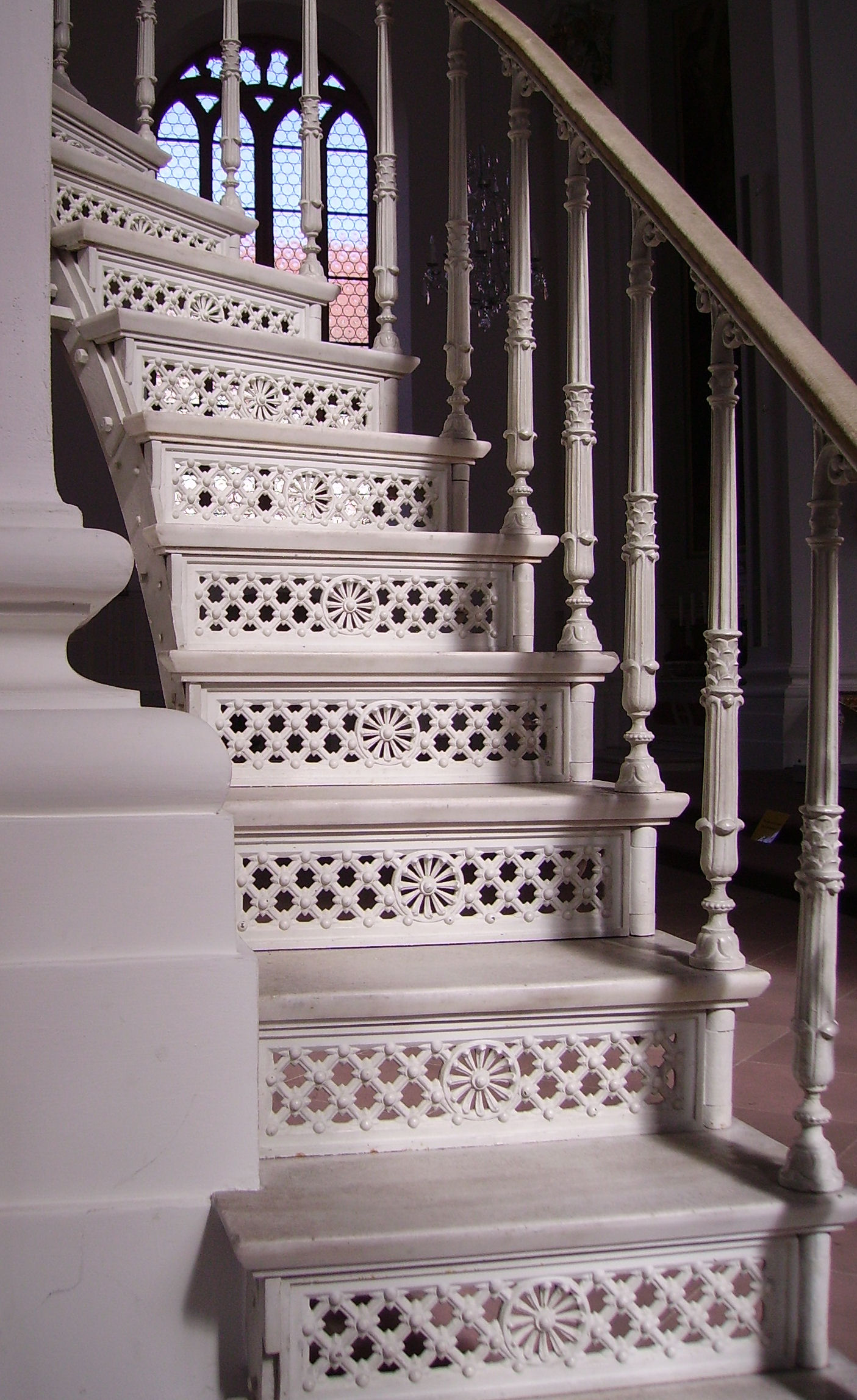
Чугунная лестница
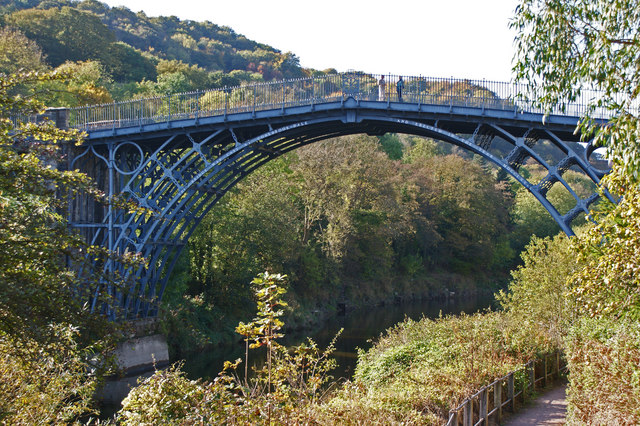
Мост через Северн — первый в мире чугунный мост
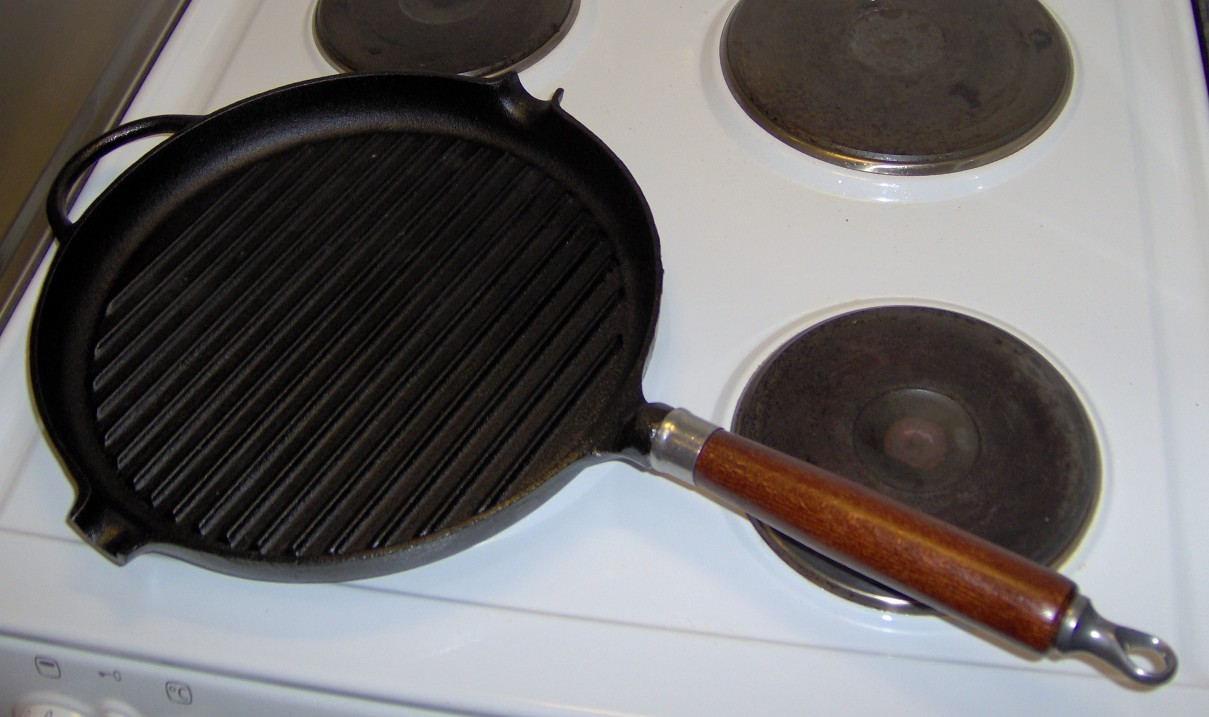
Чугунная сковорода
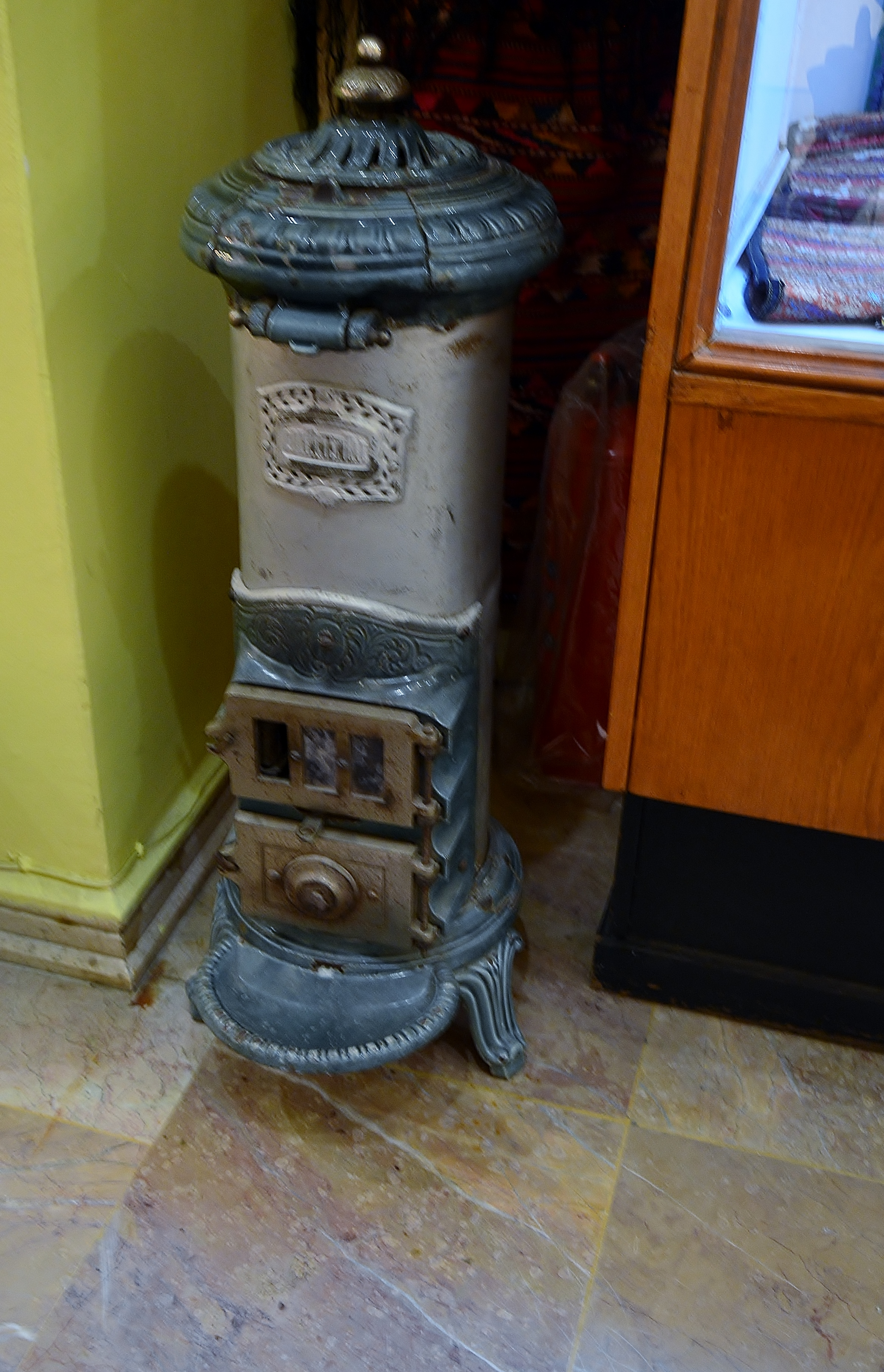
Чугунная печь — буржуйка
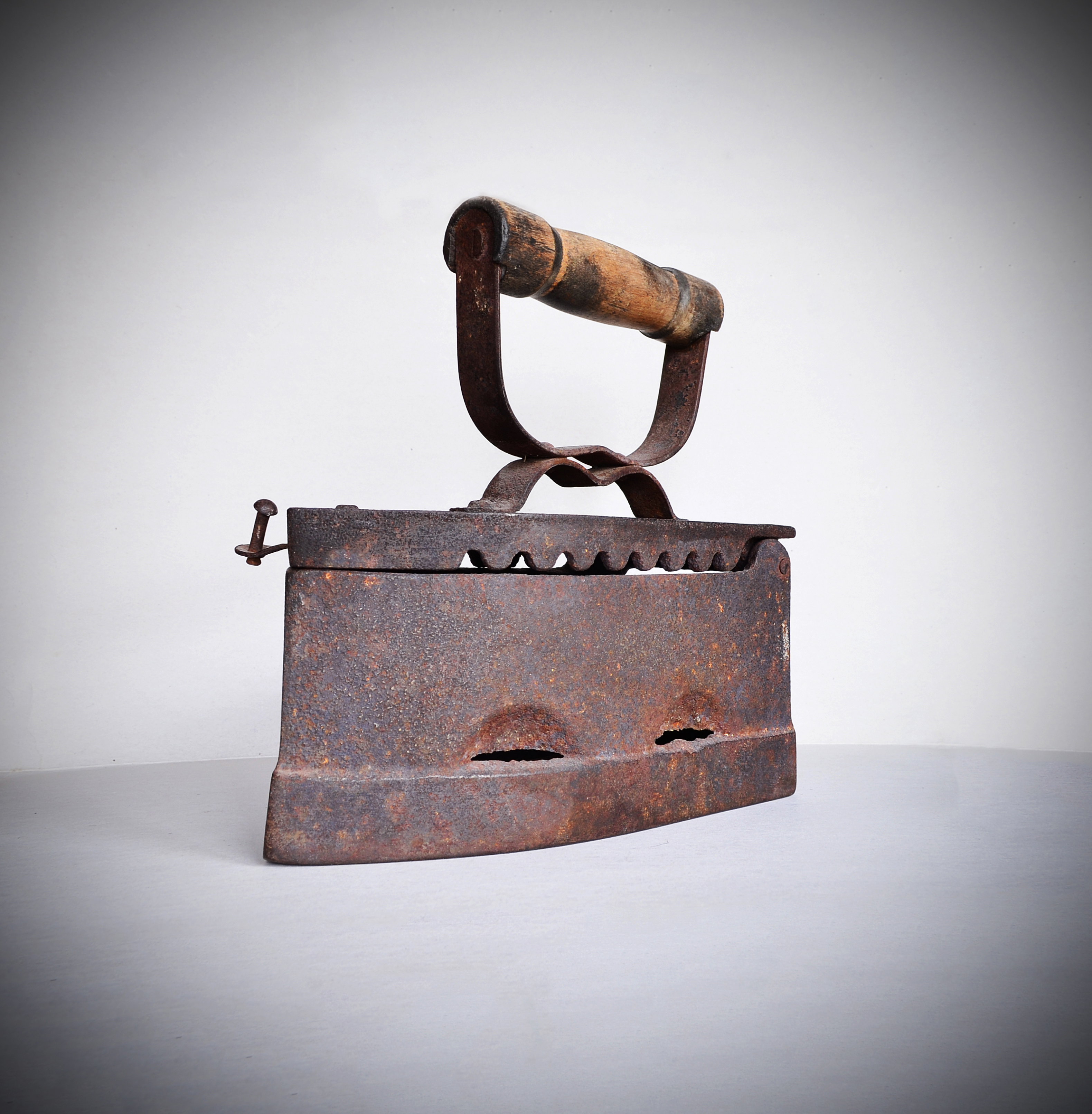
Чугунный угольный утюг
Чугунная крышка канализационного люка

Чугунные мосты
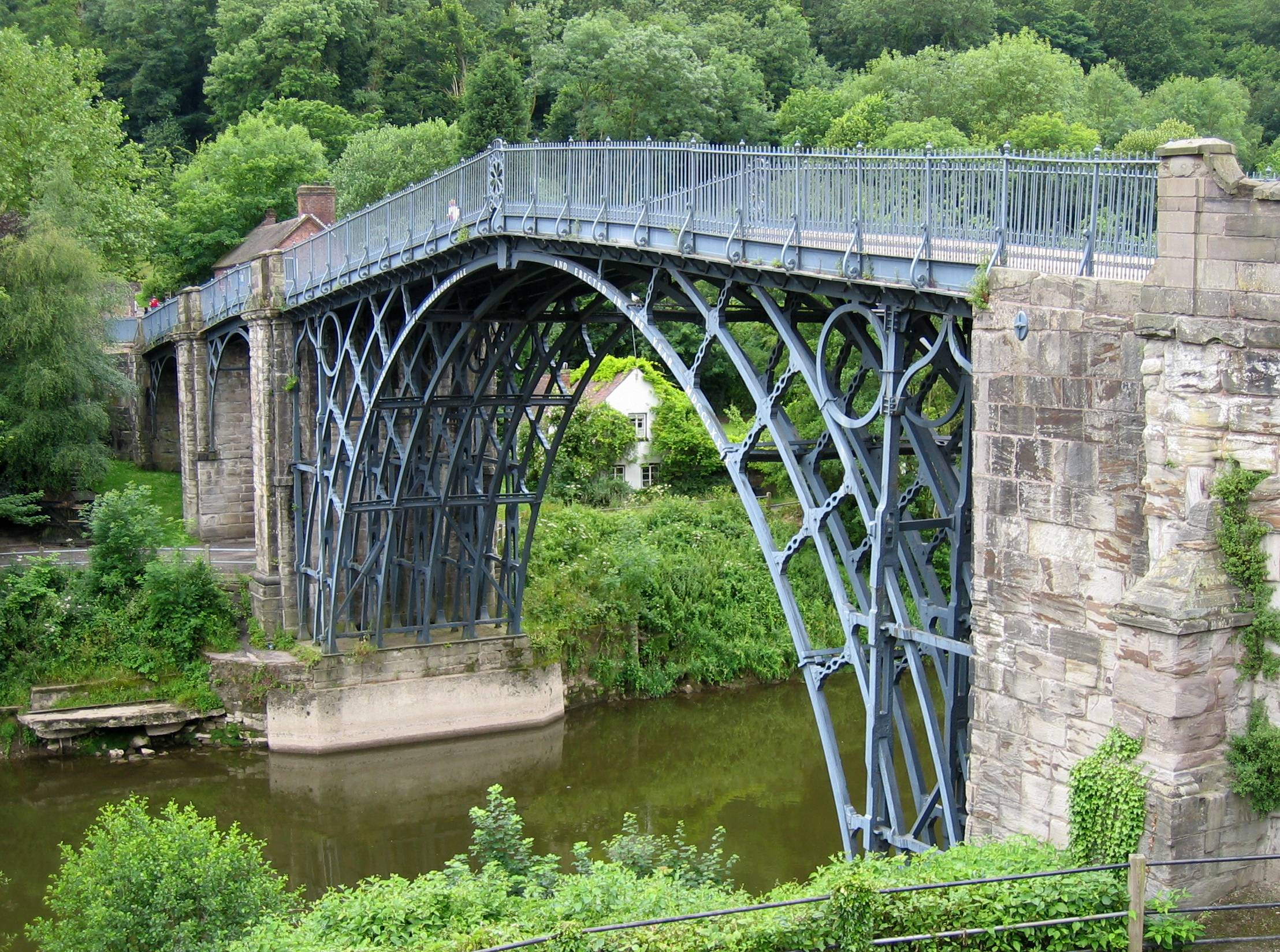
Чугунный мост через реку Северн в Колбрукдейле, Англия (закончен в 1779 году)
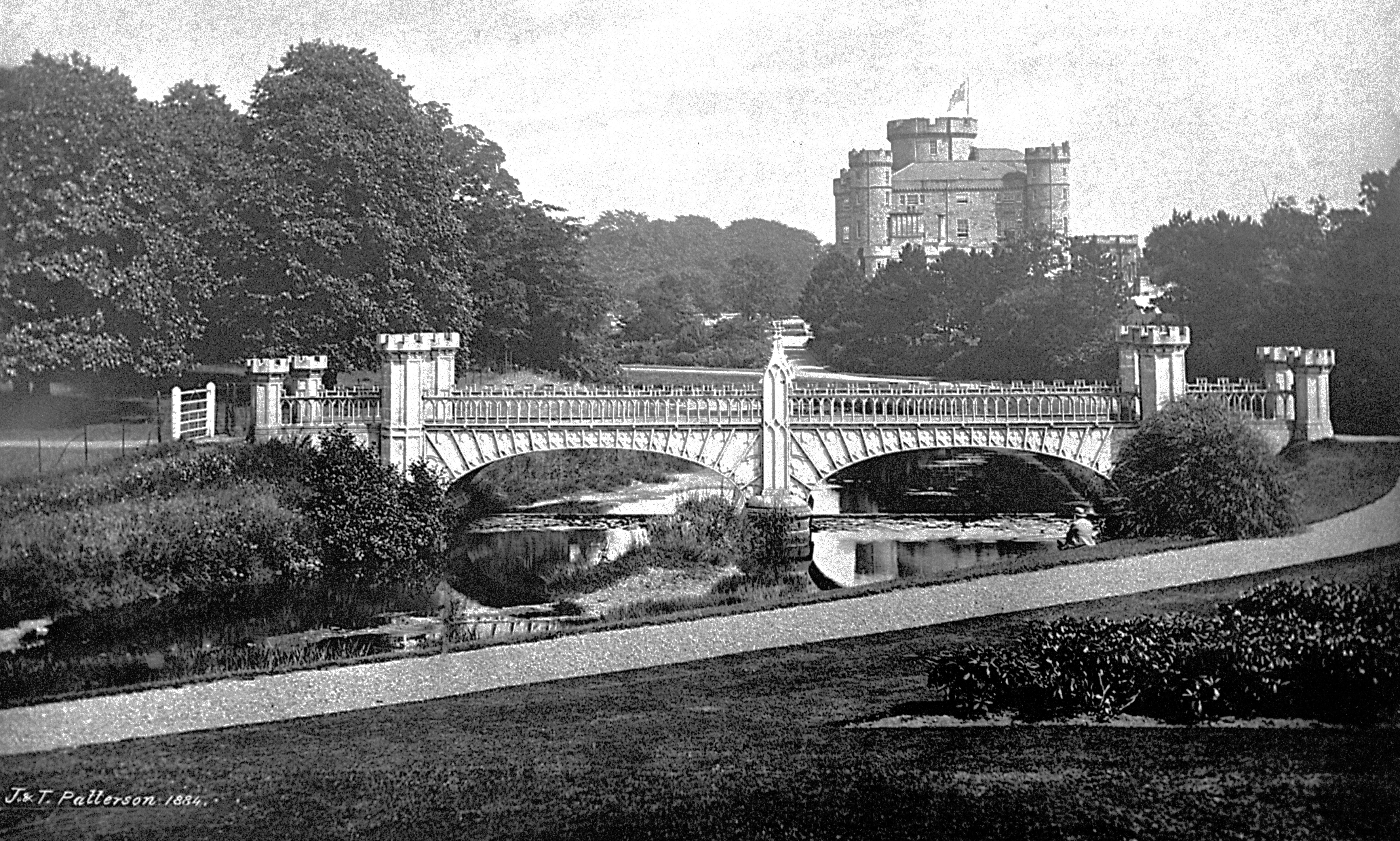
Турнирный мост Эглинтон[англ.] (завершено около в 1845 году), Норт-Эршир, Шотландия, построен из чугуна
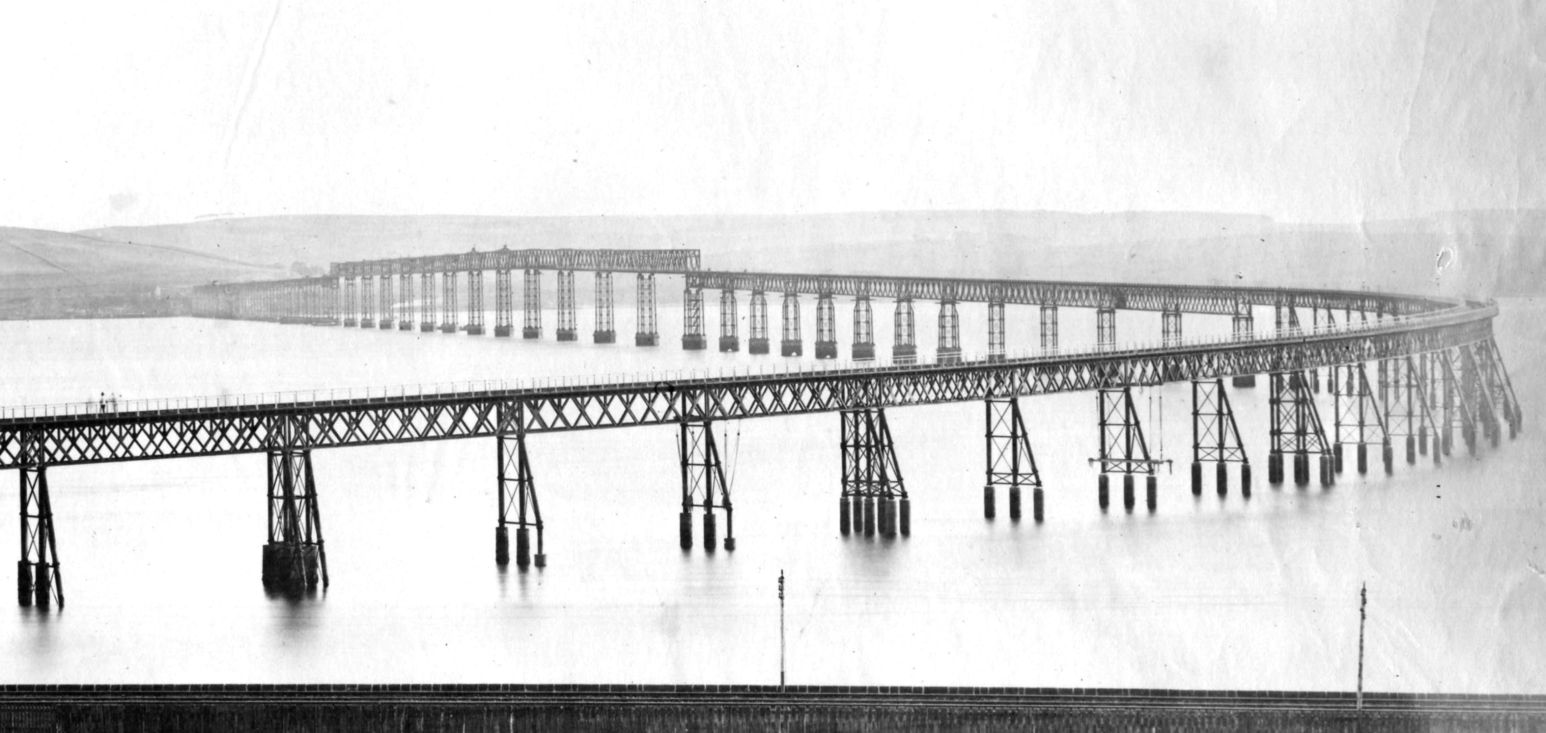
Оригинальный железнодорожный мост через Ферт-оф-Тей с севера (закончен в 1878 году)
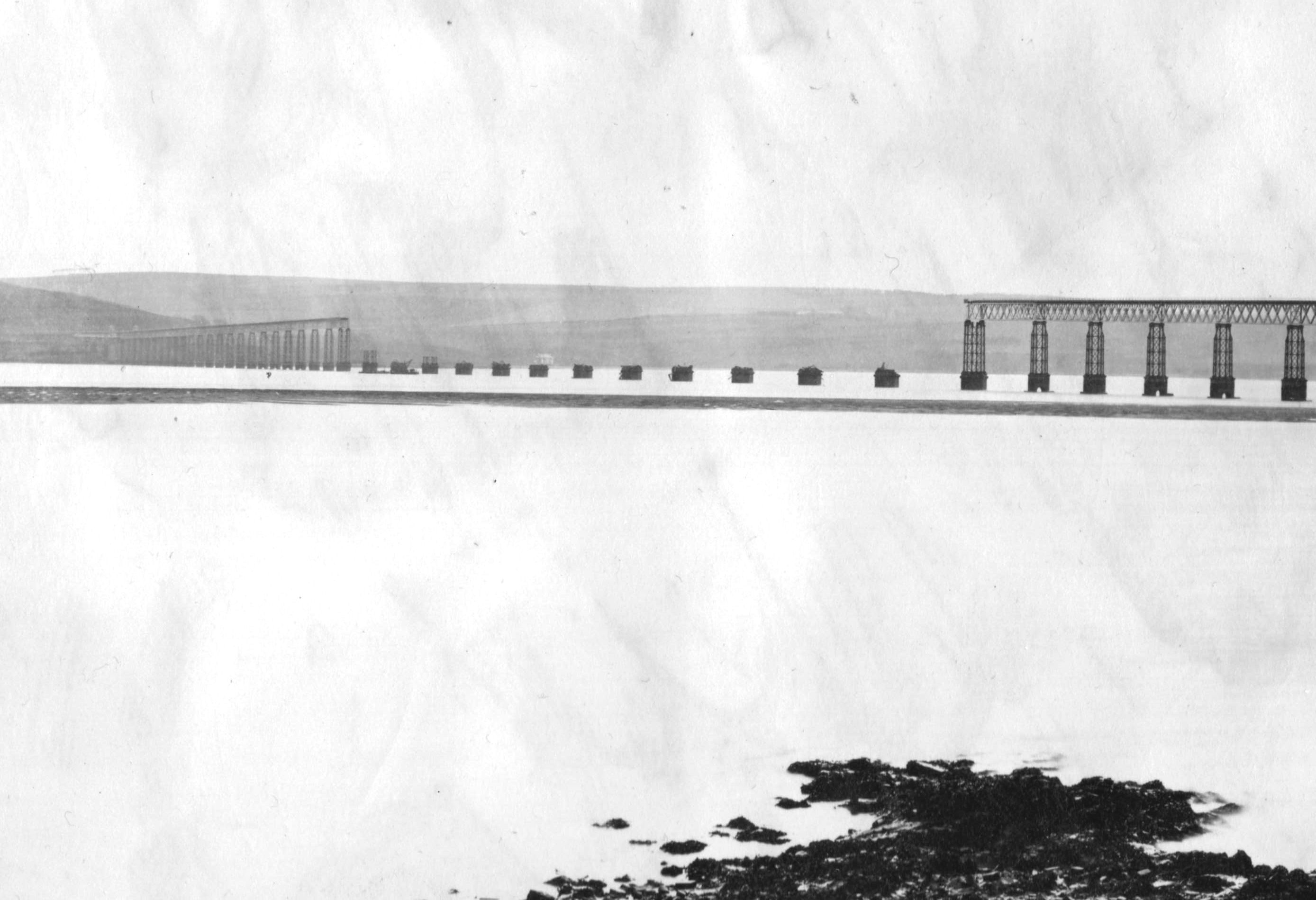
Упавший мост через Тэй с севера (1880)

## В культуре и искусстве
- В повести Булгарина Правдоподобные небылицы (1824) описаны чугунные желоба для ездовых машин и чугунные дома.
- Чугун — научно-популярный фильм, производство Свердловская киностудия.
- Дети чугунных богов (1993) — кинофильм.
- Чугунный скороход (1996) — музыкальная группа.